# Limnophora nipa
Limnophora nipa är en tvåvingeart som beskrevs av Shinonaga 2005. Limnophora nipa ingår i släktet Limnophora och familjen husflugor. Inga underarter finns listade i Catalogue of Life.